# Дармстетер, Джеймс
Джеймс (Жам) Дармстете́р, иногда Дармштете́р (фр. James Darmesteter; 28 марта 1849[…], Шато-Сален — 19 октября 1894[…], Мезон-Лаффит) — французский востоковед, филолог, лингвист и переводчик.

## Биография
Джеймс Дармстетер родился в Шато-Сален, Эльзас, в еврейской семье. Его предки пересилились в середине XVIII века из Дармштадта в Лотарингию. Кальманн, его дед, и Серф, отец, были переплётчиками и книготорговцами. Мать Розалия, в девичестве Брандейс, дочь одного из погибших наполеоновских офицеров, происходила из еврейского рода, который включал в себя солдат, физиков и раввинов. Кроме Джеймса, в семье было ещё два сына. Его старший брат Арсен Дармстетер (1846—1888) стал известным филологом. Ашиль умер в детстве, когда Джеймсу было около трёх лет. Сестра Сара умерла, вероятно, вскоре после рождения Джеймса. Сам Джеймс с детства имел крайне слабое здоровье. После смерти деда семья Дармстетера в 1852 году переехала в Париж, в квартал Маре.
Окончив лицей Кондорсе, Дармстетер продолжил образование в Школе высших исследований, где изучал сравнительную грамматику под руководством Мишеля Бреаля и санскрит у Абеля Бергеня. Впоследствии он полностью посвятил себя востоковедению. Закончив обучение в 1874 году, он в 1875 году опубликовал труд по мифологии Авесты, который обратил внимание учёного мира на молодого исследователя, и в 1877 году стал преподавателем авестийского языка в Школе высших исследований, поставив под влиянием Бреаля себе задачу сделать новый перевод всей Авесты. В том же году защитил докторскую диссертацию («Ormazd et Ahriman, leur origine et leur histoire») и получил степень docteur ès lettres. В 1880 году Дармстетер был назначен совместным директором Школы высших исследований. Он продолжил исследования своими Études iraniennes (1883) и десять лет спустя опубликовал полный перевод Авесты и Зенда с историческим и филологическим комментарием (Zend Avesta, 3 тома, 1892—1893) в «Annales du Musée Guimet». Его перевод Авесты был также издан в серии «Священные книги Востока» Макса Мюллера.

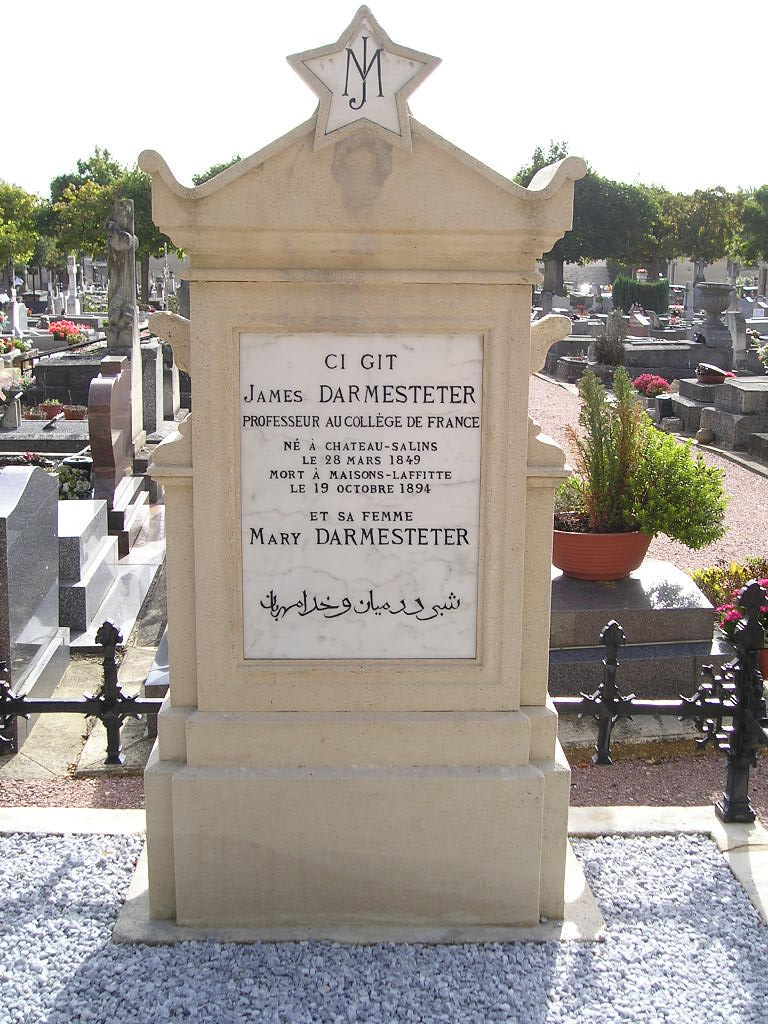
Могила Дармстетера

В 1885 году он назначен на кафедру персидского языка и литературы в Коллеж де Франс, а уже в следующем году при поддержке французского Министерства образования был отправлен в Индию на 11 месяцев (февраль 1886 — февраль 1887 года) с «филологической миссией» — посетив, среди прочего, Бомбей, Пешавар и Хазару. в том числе с целью собрать народные песни афганцев, перевод которых наряду с эссе по афганскому языку и литературе он опубликовал в 1890 году. Свои впечатления от поездки в Индию Дармстетер изложил в Lettres sur l’Inde (1888). В том же году, вскоре после возвращения в Европу, он женился на известной в своё время писательнице Агнесс Мэри Фрэнсис Робинсон, чьи стихи он перевёл в том же году на французский язык. В 1892 году учёный стал единоличным директором Школы высших исследований. Также Дармстетер является автором следующих трудов, связанных с Востоком: Le Mahdi depuis les origines de l’Islam jusqu’a nos jours (1885); Les Origines de la poesie persane (1888); Prophètes d’Israel (1892) и другие. Являясь с 1882 года почётным секретарём Азиатского общества (фр. Société Asiatique), он составлял ежегодные отчёты о положении дел во французском востоковедении. Выступал редактором Revue Critique, а перед смертью начал сотрудничать с Revue de Paris. В этих изданиях, а также в Journal des Dèbats он размещал свои критические заметки о книгах и востоковедческих статьях. В 1883 году был выпущен сборник его эссе.